# أحمد بونابرت
أحمد آغا الخازندار (أي المشرف على خزينة الباشا)، قائد عسكري مصري، ارسله محمد علي باشا لمرافقة ابنه طوسون خلال الحملة المصرية على الحجاز. عين أمير على المدينة المنورة.
كان أحمد آغا يضاهي طوسون شجاعة وإقداماً وقد هزم المماليك والعرب في شمال السودان في غير معركة ولا يتردد في مهاجمة عشرة فرسان بمفرده، الأمر الذي رفع من منزلته في مصر حتى لقب باسم (بونابرت) فقبل اللقب بفخر وأصبح اسمه (أحمد بونابرت).

## مشاركته في الحملة المصرية على الحجاز
في عام 1811، أرسل محمد علي باشا حملة عسكرية إلى الحجاز بقيادة ابنه طوسون باشا، وكان أحمد آغا الخازندار من بين القادة البارزين في هذه الحملة. أظهر شجاعة وإقدامًا في المعارك، مما أكسبه احترام الجنود والضباط على حد سواء. 

## تعيينه حاكمًا على المدينة المنورة
في نوفمبر 1812، وبعد نجاح الحملة المصرية في السيطرة على المدينة المنورة، عُيِّن أحمد بونابرت حاكمًا على المدينة. خلال فترة حكمه، عمل على تعزيز الأمن والاستقرار في المدينة، وقاد عمليات عسكرية ضد القبائل المتمردة في المنطقة.

## معركة “المدينة المنورة” (1812م)
بعد أن وصلت القوات المصرية إلى المدينة المنورة، خاضت معركة لاستعادتها من قوات الدولة السعودية الأولى، وكان أحمد آغا من بين القادة البارزين الذين ساهموا في نجاح الحملة.

## لقب “بونابرت”
بسبب بسالته وشجاعته في المعارك، أُطلق عليه لقب “بونابرت” تشبيهًا بالقائد الفرنسي نابليون بونابرت. وقد قبل أحمد آغا هذا اللقب بفخر، وأصبح يُعرف باسم “أحمد بونابرت”. 